# Роберто Рохас
Роберто Антонио Рохас Сааведра (на испански: Roberto Antonio Rojas Saavedra), роден на 8 август 1957 г. в Сантяго, е бивш чилийски футболен вратар. Добива свотовна известност по време на квалификационния мач за световно първенство през 1989 г. между Бразилия и Чили, когато симулира че е ударен от фойерверк, за да бъдат дисквалифицирани бразилците. Впоследствие снимки и видеокадри показват, че фойерверкът пада на около метър от Рохас, а вратарят сам порязва челото си, най-вероятно с бръснарско ножче, скрито в една от ръкавиците му. Заради тази постъпка Рохас е изхвърлен доживот от футбола, като през 2001 г. наказанието е отменено. В началото на април 2015 г. Рохас претърпява успешна чернодробна трансплантация.

## Клубна кариера
Рохас започва кариерата си в Депортес Авиасион през 1976 г. От 1983 г. е част от състава на Коло Коло, с който печели по две шампионски титли и купи на страната. Между 1986 и 1987 г. е капитан на отбора. От 1987 г. до изхвърлянето си от футбола играе в бразилския Сао Пауло. След като получава амнистия, Рохас става треньор на вратарите в Сао Пауло, а по-късно временно изпълнява длъжността на старши треньор.

## Национален отбор
Между 1983 и 1989 г. Рохас изиграва 49 мача за националния отбор, някои от тях като капитан. Има три участия за Копа Америка през 1983, 1987 и 1989 г., като във втория случай става вицешампион и е избран за най-добър вратар на турнира.

## Инцидентът на Маракана
В квалификациите за Световното първенство в Италия Чили е в една група с Бразилия и Венецуела. Само финиширалият на първо място се класира за първенството а заради по-добрата си голова разлика Бразилия се нуждае само от точка срещу Чили в последния мач. Мачът в Рио де Жанейро се развива добре за бразилците и водят с 1:0 до 67-ата минута, когато съдията прекъсва срещата, защото Роберто Рохас се превива на терена с окървавено лице, а до него догаря хвърлен на терена фойерверк (по ирония на съдбата неговата марка съвпада с прякора на вратаря - Кондор). Играчите на Чили отказват да доиграят срещата, а над Бразилия тегне опасността от дисквалификация. ФИФА провежда разследване, а снимковият и видео материал доказва, че фойерверкът (който между другото е от тип, който не може да доведе до раната на челото на Рохас - две чисти дълбоки резки с формата на кръст) пада на метър зад гърба на Рохас, а впоследствие той прави подозрителни движения с опакото на ръкавицата си точно на мястото на раната. Лекарят на отбора не успява да даде задоволителен доклад за нараняването, а самият Рохас дава противоречиви показания и не може да обясни как точно е получил такава дълбока рана без около нея да има следи от изгаряне. ФИФА стига до заключението, че Рохас сам се е порязал със скрито в ръкавицата бръснарско ножче, въпреки че според различни теории предметът е дори нож или скалпел, а според оневиняващата вратаря теория раната е дело на лекарския екип на отбора, който се опитва да се възползва от суматохата, за да даде предимство на Чили. На Бразилия е присъдена служебна победа, Рохас е наказан доживот (след подадена молба от негова страна през 2001 г. той е помилван), а националният отбор е наказан да не участва в квалификациите за Световното първенство в САЩ.

## Успехи
Коло Коло
- Примера Дивисион:
  - Шампион (2): 1983, 1986
- Копа Чиле:
  - Носител (2): 1982, 1985

 Сао Пауло
- Кампеонато Паулища:
  - Шампион (2): 1987, 1989

 Чили
- Копа Америка:
  - Вицешампион (1): 1987